# Kaliumperoxodisulfat
Kaliumperoxodisulfat er et hvidt uorganisk salt med den kemiske formel K2S2O8. Stoffet er letopløseligt i vand, og er et godt oxidationsmiddel, der blandt andet bruges til at igangsætte polymeriseringer.
Molærmasse: 270,322 g/mol
Massefylde: 2,48 g/cm³
PubChem CID: 2441